# Peter Stark Lumsden
Sir Peter Stark Lumsden (Belhelvie, 9 novembre 1829 – Dufftown, 9 novembre 1918) è stato un militare britannico.

## Biografia
Nato a Belhelvie, nell'Aberdeenshire, Lumsden era il quarto figlio del colonnello Thomas Lumsden. Studiò all'Addiscombe Military Seminary dall'età di 20 anni e nel 1847 entrò come allievo ufficiale nel 60º Bengal Native Infantry del Bengal Army. Tra il 1852 e il 1857 prestò servizio sulla Frontiera Nord-occidentale dell'Impero anglo-indiano, partecipando a cinque spedizioni contro le tribù native dei Mohmand, degli Utmankhel, degli Afridi e dei Miranzai. Fu menzionato nei dispacci cinque volte. Dal 1857 al 1858 fece parte, con il fratello Harry Burnett Lumsden, di una missione speciale di pace a Kandahar con il fratello Harry Lumsden. Ricevette i ringraziamenti del governo per il suo lavoro e tornò in India durante la repressione dei moti indiani del 1857. Lumsden si unì poi alla Central India Field Force a Gwalior, sotto il comando del generale Robert Napier. Come assistente del quartiermastro generale, sotto il comando del maggior generale Hugh Rose, partecipò all'inseguimento e alla cattura di Tantia Topi nel 1859 e fu nuovamente menzionato nei dispacci.

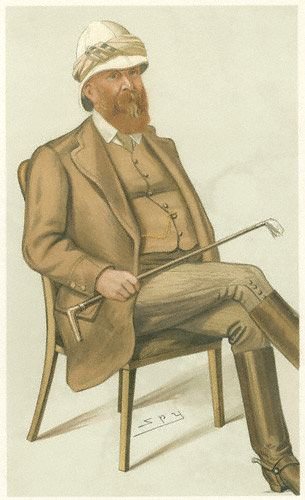
Ritratto di Lumsden, opera di Leslie Ward, da Vanity Fair, 8 agosto 1885

 Nel 1860 Lumsden divenne quartiermastro generale nello staff del generale Napier, che comandava la seconda divisione della forza di spedizione in Cina durante la seconda guerra dell'oppio. Lumsden prese parte alle operazioni delle forze anglo-francesi, tra cui l'azione nel distretto di Sìn Hồ, la cattura di Tanggu e quella dei forti di Taku. Fu nuovamente menzionato nei dispacci e ottenne il brevetto di maggiore e poi quello di tenente colonnello.
L'ultimo periodo di servizio attivo nella carriera militare di Lumsden fu nella guerra del Duar del 1865. Successivo ebbe impieghi nello staff e in incarichi politici. Fu vice quartiermastro generale dal 1864 al 1868 e quartiermastro generale del British Indian Army dal 1868 al 1873. Fu residente ad interim a Hyderabad nel 1873 e aiutante generale del British Indian Army  dal 1874 al 1879, quando fu nominato Capo di stato maggiore in India. Prestò inoltre servizio per undici anni come aiutante di campo della regina Vittoria.
Lumsden fu capo di stato maggiore del comandante in capo, generale Frederick Haines, durante la seconda guerra anglo-afghana. Nel 1883 fu insignito del titolo di cavaliere di gran croce dell'Ordine del Bagno e fu nominato commissario del Council of India per 10 anni. Tornò sulla Frontiera Nord-occidentale nel 1884, quando fu scelto come rappresentante britannico nella Commissione per i confini afghani, il cui scopo era quello di demarcare il confine nord-occidentale dell'Afghanistan. Mentre guidava la commissione, ritenne di aver ricevuto istruzioni non sufficientemente chiare dal governo britannico, fatto che si rivelò molto pericoloso quando la situazione in Afghanistan si deteriorò fino a sfiorare la guerra con l'Impero russo. Si dimise e tornò in Inghilterra nel 1885, dopo l'incidente di Panjdeh.
Nel 1885 scrisse Countries and Tribes Bordering on the Koh-i-Baba Range, un articolo per il settimo volume dei Proceedings of the Royal Geographical Society and Monthly Record of Geography.
Nel 1893, dopo aver completato il suo mandato nel Council of India, Lumsden si ritirò dal servizio militare. Tre anni dopo fu inserito nella lista dei soprannumerari e si stabilì a Buchromb, una tenuta che aveva acquistato vicino a Dufftown. Durante questo periodo scrisse con George Robert Elsmie Lumsden of the Guides. Il libro descriveva il ruolo che suo fratello, Harry Burnett Lumsden, aveva svolto nella fondazione del Corps of Guides, un reggimento del British Indian Army. Si occupò di affari locali e prestò servizio come giudice di pace e come vice luogotenente (deputy lieutenant) per il Banffshire e l'Aberdeenshire. Lumsden morì il 9 novembre 1918, giorno del suo 89º compleanno, nella sua tenuta di Dufftown.

## Famiglia
Lumsden si sposò con Mary Marriott nel 1862. Suo padre era il colonnello Thomas Lumsden CB, mentre uno dei suoi tre fratelli maggiori era Harry Burnett Lumsden.
Thomas Lumsden, figlio di Harry Lumsden, un avvocato di Aberdeen, era un distinto ufficiale dell'artiglieria a cavallo del Bengala che aveva prestato servizio durante la guerra anglo-nepalese, nell'assedio di Hatrass e nella cattura di Kalunga nel 1817. Tornato a casa in licenza nel 1819, sposò Hay Burnett di Elrick e prestò servizio in India per altri 23 anni, prima di ritirarsi a Belhelvie nel 1842. Ebbe in totale sei figli, di cui tre emigrarono in Canada e due (Harry e Peter) seguirono le orme del padre intraprendendo la carriera militare in India.